# Hussein Dey
Hussein Dey, född 1765, död 1838, var en osmansk ämbetsman. Han var den sista osmanska guvernören (Dejen) av Osmanska Algeriet 1818-1830. 